# Bendicht Friedli

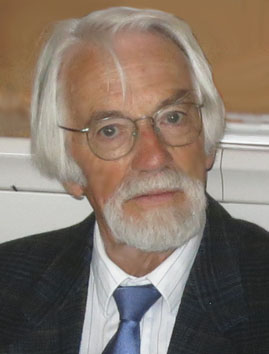
Bendicht Friedli (2014)

Bendicht Friedli (* 20. Mai 1930 in Bern; † 17. Oktober 2014 in Unterseen) war ein Schweizer Maler und Arzt.

## Leben
Bendicht Friedli, auch genannt „Bänz“, wuchs in Bern auf. Er besuchte dort die Schulen und die Universität. Der junge Friedli hatte eine Begabung für das Zeichnen. Trotzdem entschied er sich für ein Medizinstudium. Hierbei kamen ihm seine Fähigkeiten des exakten Hinsehens und die ruhige Hand zu Hilfe. 1955 schloss er das Studium mit dem medizinischen Staatsexamen ab. Während des Studiums lernte er den späteren Kunstsammler und Arzt Hans Suter kennen, der die Kunstsammlung Hans & Marlis Suter aufbaute, die sich heute im Höchhus in Steffisburg befindet. Suter erwarb mehr als 200 Werke von Friedli und zeigte sie in zahlreichen Ausstellungen. 1956 zog Friedli nach der Heirat mit seiner Frau Linette nach Unterseen. Von 1959 bis 1988 führte das Paar dort eine Arztpraxis für Allgemeinmedizin. Um 1962 begann ein freundschaftlicher Kontakt mit dem Maler-Paar Marguerite Frey-Surbek und Victor Surbek. Angeregt durch den Maler Hugo Wetli fand 1972 die erste Ausstellung in der Galerie Aarequai in Thun statt.
1962 hatte Friedli ein erstes Atelier, ab 1972 wechselte es ins alte Schulhaus Felden in Sigriswil. Ab 1994 baute sich der Maler ein Atelier an seinem Wohnsitz in Unterseen.
Nach der Aufgabe der Arztpraxis widmete er sich ab 1988 ausschliesslich der Malerei.
Einen grossen Einschnitt stellte der Tod seiner Frau Linette dar. Während er bis dahin seine farbigen Gemälde fast immer auf weissem Papier anfertigte, wählte er danach nur noch schwarzes Papier oder schwarze Grundierungen als Untergrund. Dies veränderte seine Malerei entscheidend.

## Werk
Ab 1988 entwickelt Friedli eine eigene, sehr farbige Bildsprache. Sein malerisches Werk geht aber immer von der Zeichnung aus. Der Ateliermaler sah sich nie als Landschaftsmaler, auch wenn Berge und die Seen immer wieder vorkommen: „Das Atmosphärische hat mich nie sonderlich interessiert. Ich bin kein Plenairmaler und schon gar kein Impressionist.“ Bei seinen Werken stehen Zeichnung und expressive Farbgestaltung im Vordergrund und nicht die exakte Landschaftsdarstellung.
Viele Werke wurden vom Rechtshänder mit der linken Hand gezeichnet oder gemalt. Sie tragen daher eine Signatur in Spiegelschrift. Bevorzugte Motive sind Landschaften um den Thuner See mit Niesen oder Stockhorn. Werke um 1980 wie Op-Art-Niesen erinnern noch an Pop-Art, danach entstehen Farbkompositionen, teilweise als kolorierte Zeichnungen oder Gemälde, in denen sich die Form zugunsten der Farbe auflöst.
Friedli liebte Katzen. Das Motiv der auf dem Fensterbrett sitzenden Katze mit Niesenblick kommt häufig vor. In Eiger, Mönch und Jungfrau (2010) blitzen zwei türkisblaue Katzenaugen in dem unteren scherenschnittartigen Ornament hervor.
Sein Nachlass wird von der Linette und Bendicht Friedli Stiftung in Unterseen verwaltet.

## Ausstellungen (Auswahl)

### Einzelausstellungen
- 1972, 1979, 1986  Galerie Aarequai, Thun
- 1975, 1977, 1979, 1987, 1992  Galerie Zähringer, Bern
- 1980  Château de Villa, Sierre
- 1984  Kunstsammlung Steffisburg
- 1991  Galerie Farb, Worb
- 1997  Galerie Lotti Michel, Biel
- 1998  Galerie Kunstsammlung, Unterseen
- 1999  Galerie Ramseyer & Kaelin, Bern (dort mehrere Ausstellungen, zuletzt 2007)
- 2010  Kunsthaus Interlaken[6][7]

### Gruppenausstellungen
- 1982  IV. Thuner Ausstellung, u. a. mit Paul Freiburghaus, Werner Fehlmann, Kunstmuseum Thun
- 1994  1. Hondricher Kunstausstellung (auch an allen nachfolgenden)
- 1999  "Niesen", Kunstmuseum Thun[4]
- 2009  18. Kunstausstellung Trubschachen
- 2011  Bendicht Friedli und Hans Suter, Wichterheergut, Oberhofen[8]
- 2017  "Bilder erzählen"; (3 Gemälde von Friedli) u. a. Titelbild der Ausstellung und Plakat mit Bunte Kuh (1990), Kunstmuseum Thun
- 2018  Berge, Seen und Tiere, zusammen mit Regula Kaeser-Bonanomi, Galerie Eulenspiegel, Sigriswil
- 2015  Gedenkausstellung Bendicht Friedli, zusammen mit Ueli Bettler, Kunstsammlung Kulturstiftung, Unterseen

## Werke in Sammlungen (Auswahl)
- Kunstmuseum Thun
- Kunsthaus Interlaken
- Kunstverein Frauenfeld[9]
- Kunstsammlung Hans & Marlis Suter, Steffisburg (mit über 200 Werken)
- Stiftung Linette und Bendicht Friedli, Unterseen
- Sammlung Rudi Bindella[10]